# Esther Ernst
 (juillet 2025).
Pour les articles homonymes, voir Ernst.
Esther Ernst, née en 1977 à Bâle, est une artiste contemporaine suisse. Elle travaille avec divers médias tels que le dessin, la photographie, la sculpture et le texte.

## Biographie
Esther Ernst grandit à Bâle, fille d'une musicienne et d'un musicien. Le Théâtre de Bâle joue un rôle important dans son parcours, son père y étant actif. De 1997 à 2006, elle étudie l’art et la scénographie à la Haute école d’art de Zurich et à celle de Bâle, puis à la Hochschule für bildende Künste Hamburg et enfin à l’Université des arts de Berlin, où elle obtient le titre de Meisterschülerin en scénographie.
À partir de 2001, elle vit et travaille entre Berlin et Bâle, puis dès 2007 entre Berlin et Soleure,.

## Œuvres
Esther Ernst explore dans son œuvre les multiples formes de la vie quotidienne. Ses travaux se déclinent en séries sur de longues périodes. Elle commence par le dessin au crayon graphite et au crayon de couleur, puis utilise aussi des pastels secs, de pastel à l'huile, du fusain ou encore l’aquarelle. Son support principal est le papier.
Depuis 2007, elle développe des « dessins de voyage », capturant lieux, scènes et pensées. Depuis 2001, elle tient un journal quotidien sur des feuilles A5 numérotées, auquel elle ajoute trois jours plus tard une fiche « où j’étais », contenant une photo et un texte de chaque événement culturel visité.
En 2009, elle participe au Goldrausch Künstlerinnenprojekt à Berlin. En 2014, elle expose en duo avec Luzia Hürzeler au Kunsthaus Grenchen, puis tient sa première grande exposition personnelle en 2016 au Kunsthaus Baselland.
Elle bénéficie de résidences d’artiste en Argentine et en Afrique du Sud via iaab. En 2018, elle est en résidence au Caire grâce à Pro Helvetia. En 2020, elle obtient une bourse de la Académie allemande de Rome Villa Massimo  Olevano Romano. La même année, le canton de Soleure lui décerne le prix de spécialité en dessin et peinture. En 2024, elle part en résidence à Erevan, en Arménie, avec le soutien d’Atelier Mondial.

## Œuvres dans des collections publiques
- 2024 : Musée historique de Francfort, DE[7]
- 2023 : Collection du Kunstverein Soleure, CH
- 2022 : Hotel Regina Mürren[8]
- 2021 : dotmov.bl – Collection des nouveaux médias du Baselland, CH
- 2020 : Collection du Musée des beaux-arts de Soleure, CH
- 2019 : Collection du canton de Soleure, CH
- 2018 : Stadtmuseum Berlin, Märkisches Museum, DE ; Collection Migros Aare, CH
- 2017 : dotmov.bl – Collection des nouveaux médias du Baselland, CH
- 2016 : Collection d'art de F. Hoffmann-La Roche, Bâle, CH
- 2015 : Collection du Musée des beaux-arts d'Olten, CH ; Collection de La Poste Suisse, CH
- 2014 : Collection Credit Suisse, CH ; Collection du canton de Soleure, CH
- 2012 : Collection de la Commission des arts visuels du canton de Bâle-Campagne, CH
- 2010 : Collection de la Commission des arts visuels du canton de Bâle-Ville, CH

## Publications
- Esther Ernst, Monographie pour l’exposition "Splendid Isolation – Goldrausch 2009", Goldrausch Künstlerinnenprojekt art IT, Frauennetzwerk Berlin e.V., Berlin 2009,  (ISBN 978-3-941318-09-0)
- Splendid Isolation – Goldrausch 2009, catalogue de l’exposition au Kunstraum Kreuzberg, 17 octobre – 29 décembre 2009, Berlin 2009,  (ISBN 978-3-941318-20-5)